# 12 horas 2 minutos
12 horas 2 minutos (21 de noviembre de 2012) es un documental largometraje de producción uruguaya que busca generar conciencia acerca de la donación de órganos. Cuenta la historia de Juan, que luego de casi dos años de espera y con su corazón funcionando apenas en un 8% de su capacidad, recibe la noticia de que hay un donante para él. 12 horas y 2 minutos transcurren desde ese llamado hasta la finalización de la operación.
Cuatro historias de pacientes que pasaron por la misma situación con distinta suerte se tejen a lo largo del documental. Una historia llena de esperanza, y un mensaje claro sobre lo que significa recibir un trasplante para alguien que tiene los días contados. Un mensaje de esperanza transmitido por personas que tuvieron una segunda oportunidad de vivir.

## Historia
La idea de realizar un documental para generar conciencia la situación de los pacientes que necesitan una donación de órganos fue concebida por uno de los realizadores, Luis Ara, quien de joven estuvo en contacto con este tipo de situaciones. La enfermedad cardíaca de su madre que requería un trasplante de corazón significó un momento duro en su vida. Luego de haber ingresado en la lista de espera, recibió la donación y la operación resultó exitosa. A pesar de ello, falleció a causa de una sepsis general meses después. 
Su experiencia familiar lo impulsó a realizar un largometraje documental para mostrar la realidad que viven las familias en esa situación. El propósito de traer a la pantalla este tema fue el fin de crear conciencia en la sociedad sobre la real importancia de la donación de órganos. 

## Personajes
- Juan. Su corazón funciona en un 8% de su capacidad y espera un donante hace más de dos años.
- Sergio. Recibió un trasplante de hígado hace 2 años y hoy, a los 50 años, compite en bicicleta en el mundial de trasplantados en Gotemburgo, Suecia.
- Luis. Pescador artesanal que vivió durante más de 8 años en diálisis, un día, cuando casi no le quedaban esperanzas recibió el llamado de que había un donante para él. Una muestra de que no importa la clase social ni la edad, la oportunidad de seguir viviendo puede llegar en cualquier momento.
- Fermín. Entrañable, de 70 años hoy vuelve a manejar su tractor y a trabajar en su taller gracias al trasplante de corazón que recibió hace 4 años.

## Realizadores
Luis Ara es productor y director de cine, nacido en Estados Unidos y radicado en Uruguay. 12 horas 2 minutos es su primera producción de largometraje.
Federico Lemos, de 38 años, es director de la nueva corriente de cine documental uruguayo.

## Objetivos
Crear consciencia en la sociedad sobre la importancia de la donación, el gesto de poder dar vida cuando la de otra persona se extingue. Derribar mitos relacionados con el tráfico de órganos, y sobre la atención que uno puede llegar a recibir cuando está en un estado delicado a pesar de ser donante. Transmitir la otra cara de estas historias, que solo las conoce uno si tiene que vivirlas.

## Motivación
Una historia personal de uno de los realizadores motivó la producción de esta película. Haber vivido la experiencia, la angustia en carne propia, ver el sufrimiento de la familia, y la esperanza depositada en un hecho tan delicado motivaron a la realización de un documental en dónde se pueda plasmar de forma sincera, las implicancias, y vivencias que atraviesan los pacientes y sus familias en esta situación..

## Ley de donación de órganos
Luego de intensas gestiones de distintos órganos no gubernamentales y con el apoyo de un grupo de legisladores de los distintos partidos se aprobó en Uruguay la Ley 18.968, también conocida como ley de donación de órganos, que expresa que todos los ciudadanos uruguayos pasan a ser donantes a no ser que expresen su voluntad en contra. De esta manera Uruguay acompaña la legislación vigente de países como Argentina, México, España, entre otros.